# Municipio de Higdem
El municipio de Higdem (en inglés: Higdem Township) es un municipio ubicado en el condado de Polk en el estado estadounidense de Minnesota. En el año 2010 tenía una población de 84 habitantes y una densidad poblacional de 1,39 personas por km².

## Geografía
El municipio de Higdem se encuentra ubicado en las coordenadas 48°8′39″N 97°4′28″O / 48.14417, -97.07444. Según la Oficina del Censo de los Estados Unidos, el municipio tiene una superficie total de 60.49 km², de la cual 60,13 km² corresponden a tierra firme y (0,59 %) 0,35 km² es agua.

## Demografía
Según el censo de 2010, había 84 personas residiendo en el municipio de Higdem. La densidad de población era de 1,39 hab./km². De los 84 habitantes, el municipio de Higdem estaba compuesto por el 98,81 % blancos y el 1,19 % eran de una mezcla de razas. Del total de la población el 0 % eran hispanos o latinos de cualquier raza.